# Sinziger (Mineralwasser)

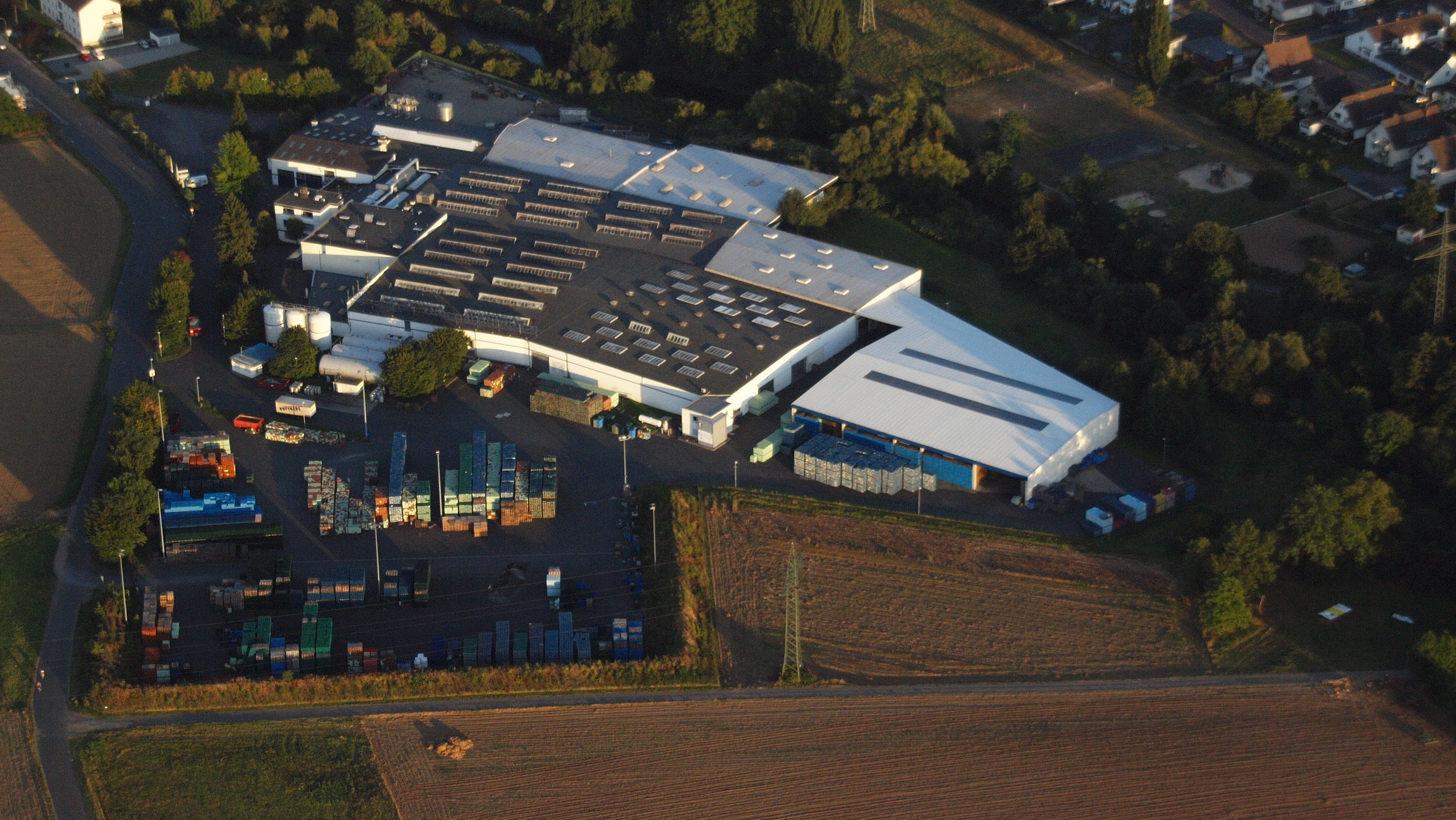
Betriebsgelände des Sinziger Mineralbrunnen

Sinziger ist ein Mineralwasser, welches bei der Sinziger Mineralbrunnen GmbH in Sinzig produziert wird
und zeitweise für ein Schwimmbad genutzt wurde.

## Geschichte
Die Sinziger Quelle wurde 1853 entdeckt und gefasst und erste Flaschen des Mineralwassers bis nach Bonn geliefert.
Aus der Quelle wurde ab 1857 eine Badeanstalt gespeist.
Im Jahr 1865 wurde nach Zahlung einer Abfindung durch einen Konkurrenzbetrieb die Produktion des Mineralwassers und der
Kurbetrieb in Sinzig für mehrere Jahrzehnte eingestellt.
1921 wurde der Brunnen wieder freigelegt und ein Badehaus eingerichtet. Das Bad wurde 1927 feierlich wiedereröffnet.
Seit 1929 wurde wieder Sinziger abgefüllt und vertrieben.
Der Badebetrieb wurde in den 1970ern eingestellt und das Schwimmbad eingeebnet.
2005 wurde die Sinziger Mineralbrunnen GmbH durch Franken Brunnen GmbH & Co. KG übernommen. Die Produktion des Wassers findet weiterhin in Sinzig statt.
Bei der Ahr-Flutkatastrophe im Juli 2021 wurden weite Teile der Einrichtungen des Unternehmens teils stark beschädigt. Unmittelbar nach der Flut startete der Wiederaufbau.

## Sinziger Freibad
Das Sinziger Freibad war in der Geschichte eng mit dem Mineralwasser, welche es speiste, verbunden. Das Bad wurde 1938 eröffnet und befand sich an der Kölner Straße in unmittelbarer Nähe zur Bundesstraßenauffahrt. Nachdem der Betrieb des Bades Ende der 60er Jahre aufgrund der starken Konkurrenzsituation mit den Bädern in Bad Neuenahr und Bad Bodendorf an Rentabilität verloren hatte, übernahm die Stadt Sinzig noch bis 1980 den Pachtvertrag. 1980 wurde das Bad endgültig geschlossen und das Gelände eingeebnet. An Ort und Stelle findet sich heute kein Hinweis mehr auf die vormalige Existenz des Freibads.